# Karl Zimmermann (Fußballspieler)
Karl Zimmermann ist ein ehemaliger deutscher Fußballspieler, der für den FC Bayern München aktiv war.

## Karriere
Zimmermann bestritt in der Saison 1947/48 in der Oberliga Süd, in der seinerzeit höchsten deutschen Spielklasse, für den FC Bayern München als Abwehrspieler lediglich ein Punktspiel; dieses wurde am 27. Juni 1948 (38. Spieltag) bei Eintracht Frankfurt mit 1:2 verloren. In der Folgesaison wurde er in der Oberliga Süd nicht mehr eingesetzt, wohl aber in zwei Freundschaftsspielen.